# Argyrolepidia madina
Argyrolepidia madina är en fjärilsart som beskrevs av Jordan 1912. Argyrolepidia madina ingår i släktet Argyrolepidia och familjen nattflyn. Inga underarter finns listade i Catalogue of Life.